# Idea malabarica
Idea malabarica ist eine Edelfalterart, die im Südwesten Indiens verbreitet ist. 

## Beschreibung
Die Raupenform erreicht nach 20 bis 25 Tagen eine Länge von etwa 5 cm. Der zylindrische Körper hat eine schwarze Grundfarbe mit schmalen, weißen Querbändern. Der Kopf ist ebenfalls schwarz. Das sechste bis elfte Segment weisen jeweils auf dem schwarzen Grundton einen roten Fleck auf. An einigen der Segmente befinden sich paarweise fühlerförmige, fleischige Fortsätze.
Die Stürzpuppe ist etwa 2,5 cm lang und von goldgelbener, metallischer Farbe mit einigen schwarzen Flecken. Nach 12 bis 13 Tagen verfärbt sich die Puppe schwarz und etwa einen Tag später verlässt der fertig entwickelte Falter sie.
Die Imagines erreichen eine Flügelspannweite von 12 bis 15,4 cm. Die Flügel sind semitransparent und weiß mit schwarzen Flügeladern und Flecken. Die Bauchseite des Falters ist weiß. Die Unterart I. m. kanarensis ist etwas kleiner als die Nominatform. Zudem sind die schwarzen Adern dünner und die Flecken auf den Vorder- und Hinterflügeln kleiner.

Entwicklungsstadien
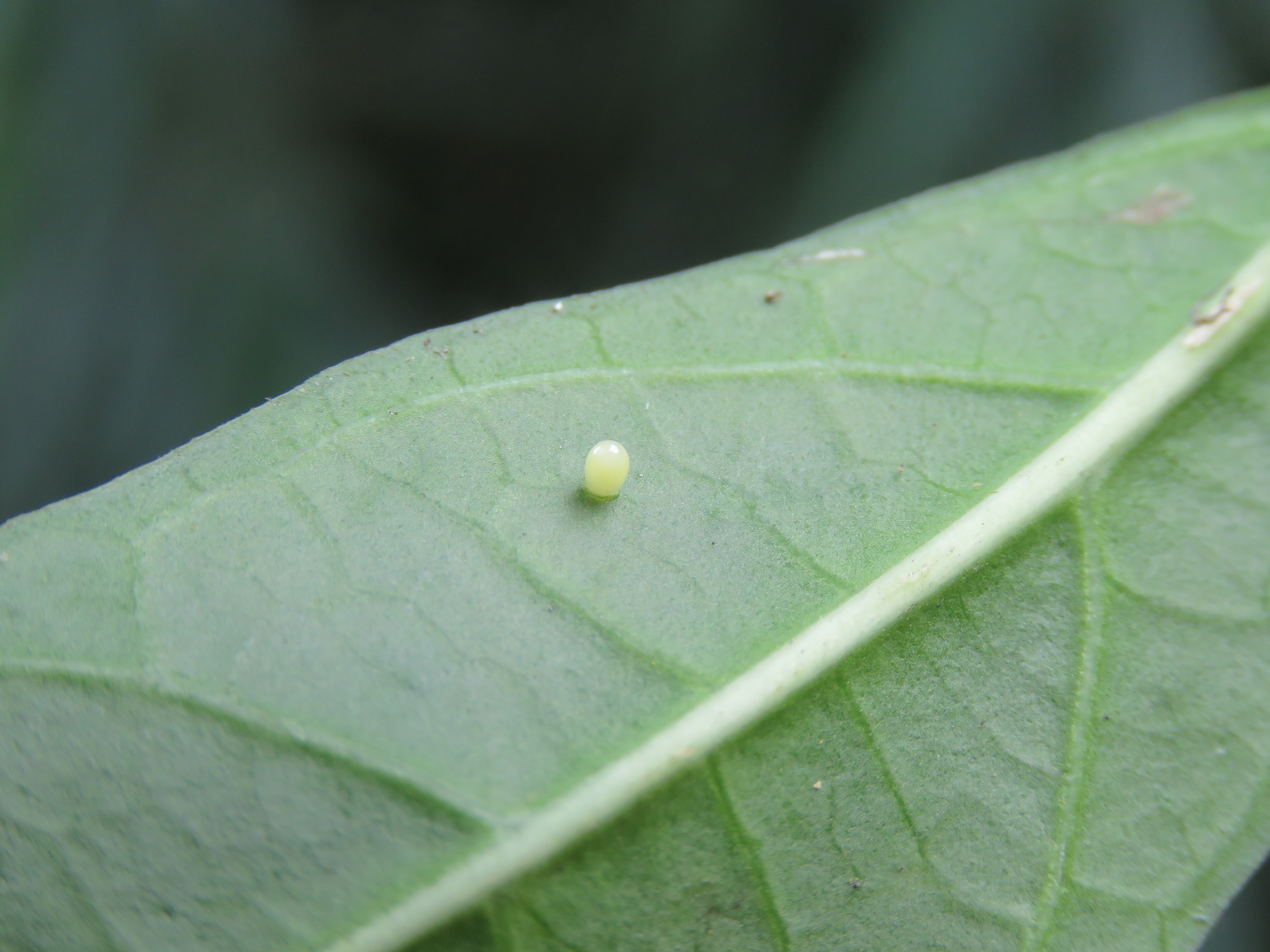
Ei
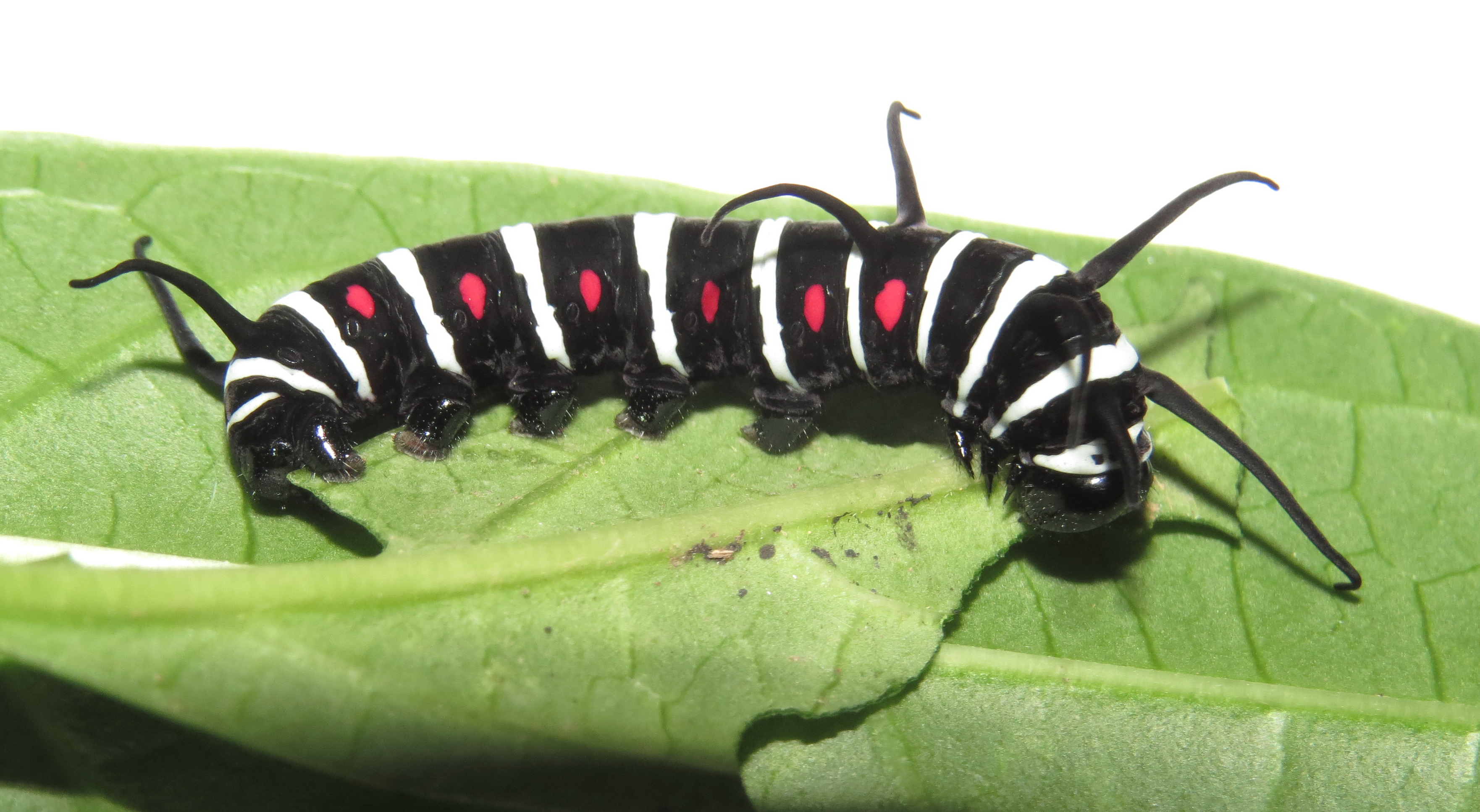
Raupe
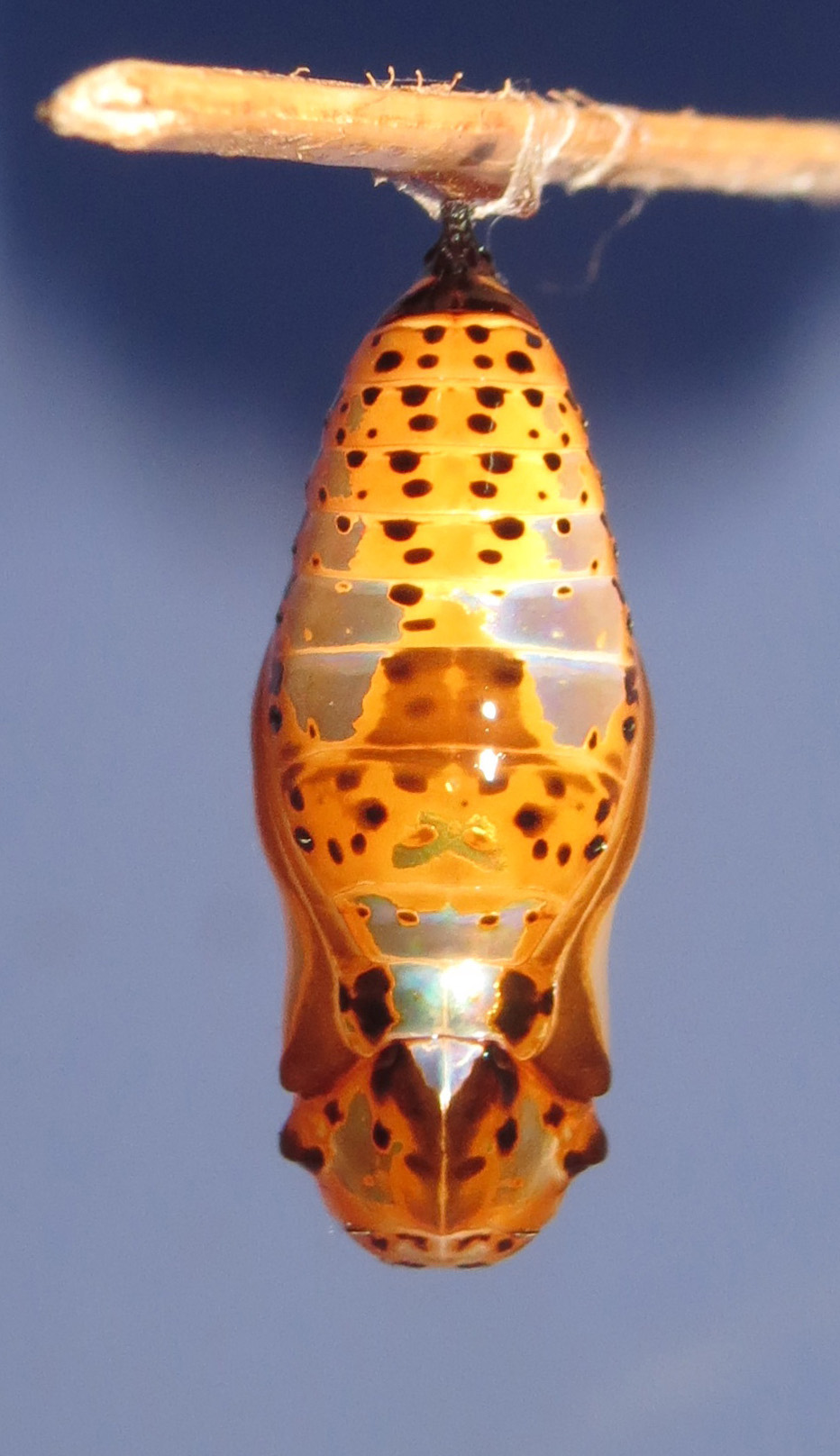
Puppe
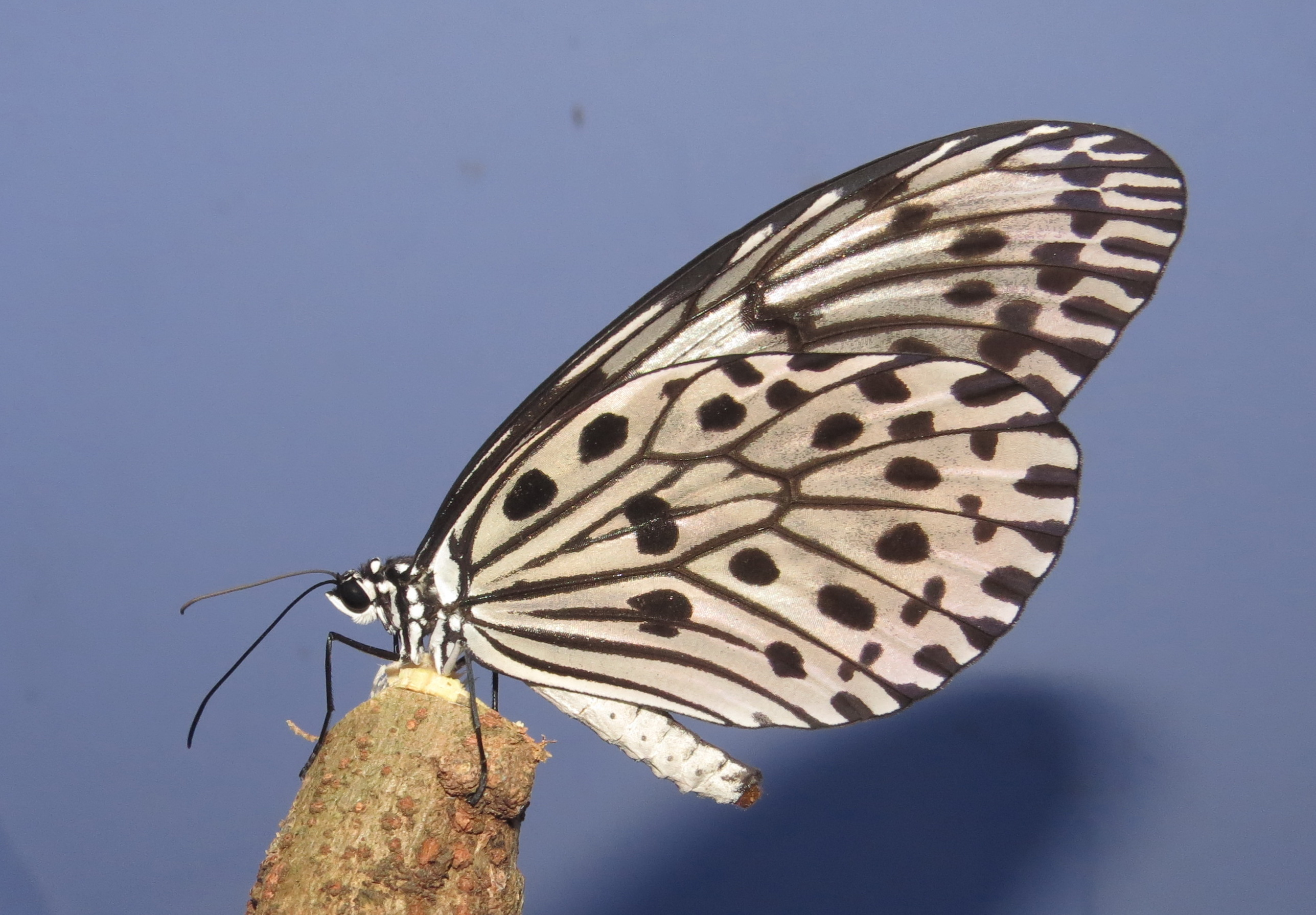
Falter in Lateralansicht
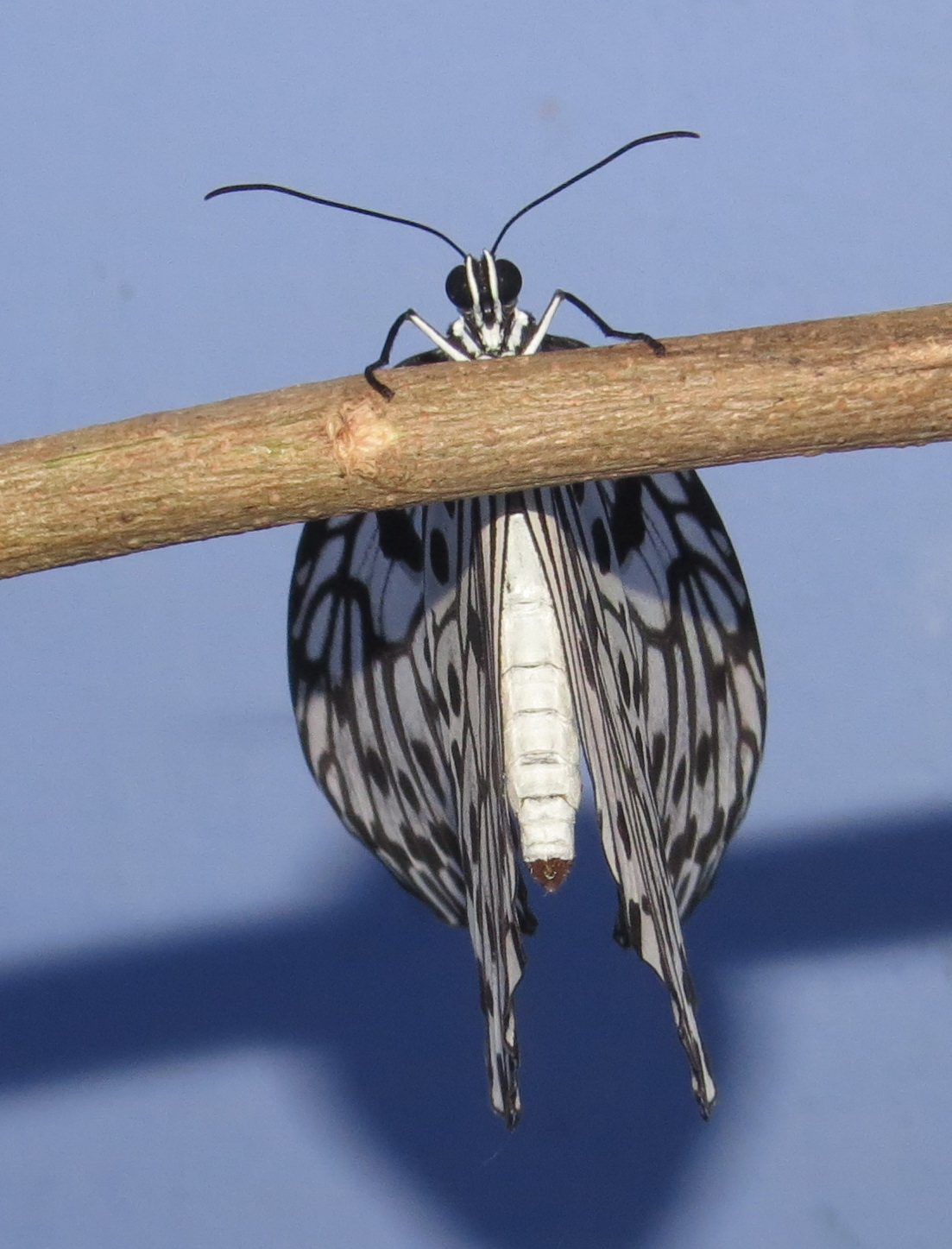
Falter in Ventralansicht

## Verbreitungsgebiet und Status
Idea malabarica ist in Indien endemisch, wo die Art in den Bundesstaaten Maharashtra, Karnataka und Kerala vorkommt. Die IUCN stufte die Art 1996 als potentiell gefährdet (near threatened) ein. Der Edelfalter kommt in Wäldern, insbesondere dichten Bergwäldern vor.

## Taxonomie
Die Art wurde 1877 von dem britischen Entomologen Frederic Moore als Hestia malabarica wissenschaftlich erstbeschrieben sowie 1890 die nördlicher verbreitete Art Hestia kanarensis, die inzwischen als Unterart angesehen wird:
- I. m. kanarensis (Moore, 1890) – Maharashtra bis Nord-Karnataka
- I. m. malabarica (Moore, 1877) – Süd-Karnataka bis Kerala

Das Artepitheton malabarica ist nach der Region Malabar, in der die Art verbreitet ist, benannt.